# Coupe du monde de triathlon 2018
Navigation
Édition précédente Édition suivante
La coupe du monde de triathlon 2018 est composée de dix-huit courses organisées par la Fédération internationale de triathlon (ITU). Depuis 2009 le classement final n'existe plus et les points gagnés sur ces étapes sont intégrés au séries mondiales de triathlon qui décernent le titre de champion du monde de triathlon.

## Calendrier
| Date            | Ville        | Pays               | Distance |
| --------------- | ------------ | ------------------ | -------- |
| 10-11 février   | Le Cap       | Afrique du Sud     | S        |
| 10-11 mars      | Mooloolaba   | Australie          | S        |
| 24-25 mars      | New Plymouth | Nouvelle-Zélande   | S        |
| 5-6 mai         | Chengdu      | Chine              | XS       |
| 19-20 mai       | Astana       | Kazakhstan         | M        |
| 2-3 juin        | Cagliari     | Italie             | S        |
| 9-10 juin       | Huatulco     | Mexique            | S        |
| 16-17 juin      | Anvers       | Belgique           | S        |
| 7-8 juillet     | Tiszaújváros | Hongrie            | S        |
| 18-19 aout      | Lausanne     | Suisse             | M        |
| 1-2 septembre   | Karlovy Vary | République tchèque | M        |
| 22-23 septembre | Weihai       | Chine              | M        |
| 13-14 octobre   | Sarasota     | États-Unis         | M        |
| 20-21 octobre   | Salinas      | Équateur           | S        |
| 27-28 octobre   | Tongyeong    | Corée du Sud       | S        |
| 30 novembre     | Miyazaki     | Japon              | M        |

## Résultats

### Le Cap[1]
| Position           | Hommes         | Hommes         | Hommes      | Femmes            | Femmes      | Femmes      |
| Position           | Nom            | Pays           | Temps       | Nom               | Pays        | Temps       |
| ------------------ | -------------- | -------------- | ----------- | ----------------- | ----------- | ----------- |
| Médaille d'or      | Richard Murray | Afrique du Sud | 52 min 15 s | Vicky Holland     | Royaume-Uni | 58 min 18 s |
| Médaille d'argent  | Henri Schoeman | Afrique du Sud | 52 min 39 s | Non Stanford      | Royaume-Uni | 58 min 52 s |
| Médaille de bronze | Lukas Pertl    | Australie      | 52 min 49 s | Zsanett Bragmayer | Hongrie     | 59 min 7 s  |

### Mooloolaba[2]
| Position           | Hommes          | Hommes         | Hommes      | Femmes         | Femmes     | Femmes        |
| Position           | Nom             | Pays           | Temps       | Nom            | Pays       | Temps         |
| ------------------ | --------------- | -------------- | ----------- | -------------- | ---------- | ------------- |
| Médaille d'or      | Richard Murray  | Afrique du Sud | 53 min 9 s  | Emma Jeffcoat  | Australie  | 59 min 35 s   |
| Médaille d'argent  | Matthew Hauser  | Australie      | 53 min 13 s | Kirsten Kasper | États-Unis | 59 min 51 s   |
| Médaille de bronze | Matthew McElroy | États-Unis     | 53 min 17 s | Angelica Olmo  | Italie     | 1 h 0 min 0 s |

### New Plymouth[3]
| Position           | Hommes          | Hommes           | Hommes      | Femmes              | Femmes           | Femmes         |
| Position           | Nom             | Pays             | Temps       | Nom                 | Pays             | Temps          |
| ------------------ | --------------- | ---------------- | ----------- | ------------------- | ---------------- | -------------- |
| Médaille d'or      | Declan Wilson   | Australie        | 58 min 20 s | Kirsten Kasper      | États-Unis       | 1 h 3 min 20 s |
| Médaille d'argent  | Sam Ward        | Nouvelle-Zélande | 58 min 22 s | Nicole Van Der Kaay | Nouvelle-Zélande | 1 h 3 min 28 s |
| Médaille de bronze | Matthew McElroy | États-Unis       | 58 min 24 s | Claire Michel       | Belgique         | 1 h 3 min 37 s |

### Chengdu[4]
| Position           | Hommes            | Hommes      | Hommes      | Femmes        | Femmes     | Femmes      |
| Position           | Nom               | Pays        | Temps       | Nom           | Pays       | Temps       |
| ------------------ | ----------------- | ----------- | ----------- | ------------- | ---------- | ----------- |
| Médaille d'or      | Rostislav Pevtsov | Azerbaïdjan | 28 min 18 s | Emma Jeffcoat | Australie  | 31 min 20 s |
| Médaille d'argent  | Felix Duchampt    | France      | 28 min 20 s | Tamara Gorman | États-Unis | 31 min 27 s |
| Médaille de bronze | Rodrigo González  | Mexique     | 28 min 20 s | Fuka Sega     | Japon      | 31 min 34 s |

### Astana[5]
| Position           | Hommes            | Hommes    | Hommes          | Femmes        | Femmes | Femmes          |
| Position           | Nom               | Pays      | Temps           | Nom           | Pays   | Temps           |
| ------------------ | ----------------- | --------- | --------------- | ------------- | ------ | --------------- |
| Médaille d'or      | Dmitry Polyanskiy | Russie    | 1 h 36 min 50 s | Sandra Dodet  | France | 1 h 57 min 17 s |
| Médaille d'argent  | Marcel Walkington | Australie | 1 h 37 min 6 s  | Émilie Morier | France | 1 h 57 min 51 s |
| Médaille de bronze | Aurélien Raphaël  | France    | 1 h 37 min 24 s | Angelica Olmo | Italie | 1 h 31 min 55 s |

### Cagliari[6]
| Position           | Hommes           | Hommes           | Hommes      | Femmes        | Femmes      | Femmes         |
| Position           | Nom              | Pays             | Temps       | Nom           | Pays        | Temps          |
| ------------------ | ---------------- | ---------------- | ----------- | ------------- | ----------- | -------------- |
| Médaille d'or      | Delian Stateff   | Italie           | 54 min 45 s | Lisa Perterer | Autriche    | 1 h 0 min 13 s |
| Médaille d'argent  | Hayden Wilde     | Nouvelle-Zélande | 54 min 49 s | Taylor Spivey | États-Unis  | 1 h 0 min 13 s |
| Médaille de bronze | Davide Uccellari | Italie           | 54 min 54 s | India Lee     | Royaume-Uni | 1 h 0 min 14 s |

### Huatulco[7]
| Position           | Hommes           | Hommes  | Hommes      | Femmes         | Femmes           | Femmes         |
| Position           | Nom              | Pays    | Temps       | Nom            | Pays             | Temps          |
| ------------------ | ---------------- | ------- | ----------- | -------------- | ---------------- | -------------- |
| Médaille d'or      | Rodrigo González | Mexique | 55 min 32 s | Chelsea Sodaro | États-Unis       | 1 h 1 min 14 s |
| Médaille d'argent  | Manoel Messias   | Brésil  | 55 min 45 s | Deborah Lynch  | Nouvelle-Zélande | 1 h 1 min 39 s |
| Médaille de bronze | Diogo Sclebin    | Brésil  | 55 min 51 s | Beatriz Neres  | Brésil           | 1 h 1 min 41 s |

### Anvers[8]
| Position           | Hommes           | Hommes           | Hommes      | Femmes             | Femmes      | Femmes         |
| Position           | Nom              | Pays             | Temps       | Nom                | Pays        | Temps          |
| ------------------ | ---------------- | ---------------- | ----------- | ------------------ | ----------- | -------------- |
| Médaille d'or      | Jelle Geens      | Belgique         | 58 min 15 s | Summer Cook        | États-Unis  | 1 h 2 min 52 s |
| Médaille d'argent  | Tayler Reid      | Nouvelle-Zélande | 58 min 15 s | Beth Potter        | Royaume-Uni | 1 h 3 min 11 s |
| Médaille de bronze | Tyler Mislawchuk | Canada           | 58 min 17 s | Verena Steinhauser | Italie      | 1 h 3 min 13 s |

### Tiszaújváros[9]
La finale masculine est annulée à la suite d'une tempête. La première demi-finale qualificative pour la finale a été remportée par le hongrois Bence Bicsák, la deuxième par le canadien Matthew Sharpe et la troisième par le russe Ilya Prasolov.
| Position           | Femmes          | Femmes      | Femmes      |
| Position           | Nom             | Pays        | Temps       |
| ------------------ | --------------- | ----------- | ----------- |
| Médaille d'or      | Sophie Coldwell | Royaume-Uni | 59 min 2 s  |
| Médaille d'argent  | Melanie Santos  | Portugal    | 59 min 18 s |
| Médaille de bronze | Chelsea Burns   | États-Unis  | 59 min 28 s |

### Lausanne[11]
| Position           | Hommes               | Hommes      | Hommes          | Femmes             | Femmes     | Femmes         |
| Position           | Nom                  | Pays        | Temps           | Nom                | Pays       | Temps          |
| ------------------ | -------------------- | ----------- | --------------- | ------------------ | ---------- | -------------- |
| Médaille d'or      | Gustav Iden          | Norvège     | 1 h 49 min 48 s | Nicola Spirig      | Suisse     | 2 h 5 min 11 s |
| Médaille d'argent  | Jonathan Brownlee    | Royaume-Uni | 1 h 50 min 19 s | Taylor Knibb       | États-Unis | 2 h 6 min 2 s  |
| Médaille de bronze | Kristian Blummenfelt | Norvège     | 1 h 50 min 24 s | Verena Steinhauser | Italie     | 2 h 6 min 25 s |

### Karlovy Vary[12]
| Position           | Hommes            | Hommes  | Hommes          | Femmes             | Femmes   | Femmes         |
| Position           | Nom               | Pays    | Temps           | Nom                | Pays     | Temps          |
| ------------------ | ----------------- | ------- | --------------- | ------------------ | -------- | -------------- |
| Médaille d'or      | Dmitry Polyanskiy | Russie  | 1 h 52 min 22 s | Vendula Frintová   | Tchéquie | 2 h 8 min 22 s |
| Médaille d'argent  | Russell White     | Irlande | 1 h 52 min 36 s | Kaidi Kivioja      | Estonie  | 2 h 8 min 23 s |
| Médaille de bronze | Alessandro Fabian | Italie  | 1 h 52 min 44 s | Annamaria Mazzetti | Italie   | 2 h 8 min 27 s |

### Weihai[13]
| Position           | Hommes                | Hommes      | Hommes          | Femmes                 | Femmes     | Femmes         |
| Position           | Nom                   | Pays        | Temps           | Nom                    | Pays       | Temps          |
| ------------------ | --------------------- | ----------- | --------------- | ---------------------- | ---------- | -------------- |
| Médaille d'or      | Gustav Iden           | Norvège     | 1 h 53 min 11 s | Taylor Spivey          | États-Unis | 2 h 8 min 2 s  |
| Médaille d'argent  | Antonio Serrat Seoane | Espagne     | 1 h 53 min 26 s | Annamaria Mazzetti     | Italie     | 2 h 8 min 13 s |
| Médaille de bronze | Alex Yee              | Royaume-Uni | 1 h 53 min 30 s | Miriam Casillas García | Espagne    | 2 h 9 min 7 s  |

### Sarasota[14]
| Position           | Hommes       | Hommes   | Hommes      | Femmes           | Femmes     | Femmes      |
| Position           | Nom          | Pays     | Temps       | Nom              | Pays       | Temps       |
| ------------------ | ------------ | -------- | ----------- | ---------------- | ---------- | ----------- |
| Médaille d'or      | Vincent Luis | France   | 48 min 18 s | Renee Tomlin     | États-Unis | 54 min 34 s |
| Médaille d'argent  | Jelle Geens  | Belgique | 48 min 25 s | Kirsten Kasper   | États-Unis | 54 min 35 s |
| Médaille de bronze | João Pereira | Portugal | 48 min 25 s | Vendula Frintová | Tchéquie   | 54 min 35 s |

### Salinas[15]
| Position           | Hommes               | Hommes   | Hommes      | Femmes               | Femmes  | Femmes      |
| Position           | Nom                  | Pays     | Temps       | Nom                  | Pays    | Temps       |
| ------------------ | -------------------- | -------- | ----------- | -------------------- | ------- | ----------- |
| Médaille d'or      | David Castro Fajardo | Espagne  | 52 min 21 s | Yuliya Yelistratova  | Ukraine | 58 min 19 s |
| Médaille d'argent  | Manoel Messias       | Brésil   | 52 min 23 s | Luisa Baptista       | Brésil  | 58 min 22 s |
| Médaille de bronze | João Pereira         | Portugal | 52 min 24 s | Bárbara Riveros Díaz | Chili   | 58 min 37 s |

### Tongyeong[16]
| Position           | Hommes         | Hommes     | Hommes      | Femmes       | Femmes     | Femmes        |
| Position           | Nom            | Pays       | Temps       | Nom          | Pays       | Temps         |
| ------------------ | -------------- | ---------- | ----------- | ------------ | ---------- | ------------- |
| Médaille d'or      | Max Studer     | Suisse     | 53 min 56 s | Ai Ueda      | Japon      | 59 min 39 s   |
| Médaille d'argent  | Félix Duchampt | France     | 53 min 57 s | Sandra Dodet | France     | 59 min 49 s   |
| Médaille de bronze | Eli Hemming    | États-Unis | 54 min 1 s  | Renee Tomlin | États-Unis | 1 h 0 min 1 s |

### Miyazaki[17]
| Position           | Hommes            | Hommes     | Hommes          | Femmes                 | Femmes     | Femmes         |
| Position           | Nom               | Pays       | Temps           | Nom                    | Pays       | Temps          |
| ------------------ | ----------------- | ---------- | --------------- | ---------------------- | ---------- | -------------- |
| Médaille d'or      | Vicente Hernandez | Espagne    | 1 h 49 min 11 s | Summer Rappaport       | États-Unis | 2 h 1 min 1 s  |
| Médaille d'argent  | Eli Hemming       | États-Unis | 1 h 49 min 30 s | Chelsea Burns          | États-Unis | 2 h 1 min 11 s |
| Médaille de bronze | Delian Stateff    | Italie     | 1 h 54 min 48 s | Miriam Casillas García | Espagne    | 2 h 1 min 54 s |

## Par nation
| Rang | Nation         | Victoires |
| ---- | -------------- | --------- |
| 1    | États-Unis     | 6         |
| 2    | Australie      | 3         |
| 3    | Afrique du Sud | 2         |
| 3    | Royaume-Uni    | 2         |
| 3    | Espagne        | 2         |
| 3    | Russie         | 2         |
| 3    | Norvège        | 2         |
| 3    | France         | 2         |
| 3    | Suisse         | 2         |
| 10   | Autriche       | 1         |
| 10   | Azerbaïdjan    | 1         |
| 10   | Belgique       | 1         |
| 10   | Italie         | 1         |
| 10   | Japon          | 1         |
| 10   | Mexique        | 1         |
| 10   | Tchéquie       | 1         |
| 10   | Ukraine        | 1         |